# Gohei

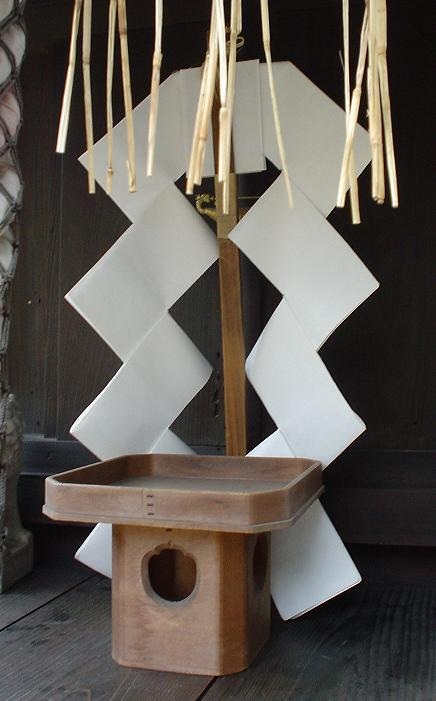

A gohei (御幣) cikcakkosan vágott fehér, de néha színes papír- vagy vászoncsíkokkal díszített pálca, amellyel a japán sintó papok vagy szentélyszolgálók (miko) különféle ceremóniákat mutatnak be. Időnként ilyen szalagokat erősítenek a szent helyeket jelző kötélfonatokra, a simenavákra, vagy a frissen felhúzott ház szelemenjére is („májusfa”). A goheiszalagokkal részben az istenséget hívják, illetve az ő látható lakhelyének tekintik ezeket, részben pedig purifikációs célzattal lengetik őket.